# Jobsbo en Marieberg
Jobsbo en Marieberg (Zweeds: Jobsbo och Marieberg) is een småort in de gemeente Smedjebacken in het landschap Dalarna en de provincie Dalarnas län in Zweden. Het småort heeft 174 inwoners (2010) en een oppervlakte van 32 hectare. Eigenlijk bestaat het småort uit twee plaatsen: Jobsbo en Marieberg. Het småort ligt op ongeveer 120 meter boven de zeespiegel, net buiten de plaats Smedjebacken.